# Kínai Népi Bank
A Kínai Népi Bank (kínaiul  中国人民银行, angolul People's Bank of China) a Kínai Népköztársaság jegybankja, központi bankja, amely monetáris politikai döntéseket hoz és szabályozza a pénzügyi rendszert Kínában. Nagyobb mennyiségű pénzügyi eszköz felett rendelkezik, mint a világ legtöbb egyedi pénzügyi intézménye. Csak az Egyesült Államok Federal Reserve rendszere rendelkezik nála több jegybanki eszközzel.
A bankot 1948. december 1-én hozták létre, a Huabei Bank, a Beihai Bank és a Xibei Farmer Bank egyesítésével. Először a Hopej tartományi Shijiazhuangban volt a székhelye, de 1949-ben Pekingbe költöztették. 1950 és 1978 között a Kínai Népköztársaság egyetlen bankja volt és a szocialista országok modelljét követve (egyszintű bankrendszer) központi banki és kereskedelmi funkciókat egyaránt ellátott. A kontinentális Kína más bankjai, mint a Bank of China (中国银行) a Kínai Nép Bank fiókintézményei voltak.